# NGC 3979
NGC 3979 é uma galáxia lenticular (S0) localizada na direcção da constelação de Virgo. Possui uma declinação de -02° 43' 14" e uma ascensão recta de 11 horas, 56 minutos e 01,1 segundos.
A galáxia NGC 3979 foi descoberta em 23 de Abril de 1881 por Edward Singleton Holden.